# شعب كاس
شعب كاس، أو كما يطلق عليهم «كاس آريا»، هم مجموعة عرقية لغوية هندوآرية تنتمي إلى جنوب آسيا، أو ما يدعى نيبال اليوم. إلا أن هناك أقلية تعيش في ولايات أوتاراخند (كوماون – غاروال)، وهيماغل برادش وجامو وكشمير. يتكلم شعب كاس لغة كاس. يعرفون أيضًا باسم بارباتياس، بارباتيس، وباهاريس أو باهاديس، وغوركالي. يعتبر كاس مصطلحًا قديمًا، إذ تبنى شعب كاس هويات اجتماعية مثل باهون وشيتري وذلك بسبب القوالب النمطية السلبية المرتبطة بمصطلح كاس.
رغم اكتساب مصطلح كاس شعبية في سياسات الهوية النيبالية منذ تسعينيات القرن العشرين، إلا أن العديد من الطوائف الاجتماعية المصنفة بكونها كاس وآريا، لا يعدّون أنفسهم من الكاس. وفقًا لدستور نيبال، يعتبر سكان التلال الغربية مثل كاس باهون، وشيتري، وتاكوري، وسانياسي الذين هم مواطنون نيباليون، أفرادًا ينتمون من كاس كاريا، وذلك لأغراض انتخابية.

## تاريخ
يعتقد أن شعب خاس وصل إلى المناطق الغربية من نيبال في بداية الألفية الأولى قبل الميلاد، أو في منتصف الألفية الأولى بعد الميلاد، من الشمال الغربي. من المرجح أنهم استوعبوا أفرادًا من مجموعات عرقية مختلفة خلالك هجرتهم ذلك. كانوا على ارتباط بمملكة كاسا مالا في القرون الوسطى.
في منطقتي كوماون وغاروال في أوتاراخند في الهند، كان لكل من كاس براهمين وكاس راجبوت وضع اجتماعي أدنى من وضع بقية البراهمين والراجبوت. إلا أنه في غرب نيبال اليوم، كانوا يتمتعون بنفس الوضع الاجتماعي مع البراهمين والراجبوت، ربما كان ذلك نتيجة لسلطتهم السياسية في مملكة كاسا مالا.
حتى القرن التاسع عشر، أشار الغوركالي إلى بلدهم باسم «كاس دش» (دولة كاس). مع ضمهم لمختلف البلدان المجاورة (مثل نيوار بلد شعب نيوار) إلى مملكة الغوكا، لم تعد مصطلحات نيوار وكاس تستخدم أسماءً للبلدان. إن المدونة القانونية لعام 1854 (مولوكي إين)، التي أصدرها رئيس الوزراء النيبالي جونغ باهادور رانا، الذي هو نفسه يتبع قبيلة كاس، لم تعد تشير إلى مصطلح كاس بوصفه اسم بلد، وإنما «جات» أي بمعنى (نوع أو مجتمع) داخل مملكة غوركا.
تحدثت أسرة الشاه الحاكمة في مملكة غوركا، فضلًا عن أسرة رانا الحاكمة التي خلفتها، لغة كاس (التي تدعى اليوم باللغة النيبالية). إلا أنهم زعموا أنهم ينتمون للراجبوت من أصل هندي غربي، وليس من طبقة كاس كشاتريا الأصليين. لكونهم خارج نيبال، كان الوضع الاجتماعي للكاس يعتبر أدنى منزلة من الراجبوت، وبدأ الحكام بالإشارة لأنفسهم بأنهم من سكان منطقة التلال، وليس من كاس. بكل الأحوال، يعتبر معظم الناس كاس وبارباتيا (باهاري/باهادي أو شعب التل) مصطلحين مترادفين.
أعاد جونغ باهادور تسمية كاس جات إلى شيتري في نيبال الحالية. في الأصل، اعتبر البراهمين المهاجرون من التلال الكاس طبقة اجتماعية دنيا وذلك بسبب إهمال الكاس للمحرمات الطبقية العالية (مثل الامتناع عن شرب الكحول). فوض الكاس من الطبقة العليا كهنةً براهميين لتلقينهم نظم الطبقة العليا من الشيتري وتبني عادات الطبقة الرفيعة. لم تستطع عائلات أخرى من الكاس دفع أجور الكهنة (أو لم يهتموا بذلك من الأساس) وحاولوا التظاهر بكونهم من طبقة الشيتري الاجتماعية، لكن الآخرين لم يعتبروهم كذلك. يطلق عليهم اليوم ماتوالي (الكاس شاربي الخمر) شيتري.
بسبب اعتماد هوية الشيتري، فإن مصطلح الكاس سرعان ما يصبح باطلًا. وفقًا لدور باهادور بيستا (1991)، «اختفى الكاس من الخريطة الإثنوغرافية لنيبال).